# パピヨン号
パピヨン号（パピヨンごう、Papillon）とは、東京都新宿区・渋谷区と岐阜県岐阜市を結ぶ夜行高速バスである。愛称はギフチョウにちなんだものであり、フランス語でチョウを表している。

## 概要
小田急バス（当時）と岐阜乗合自動車の2社共同で運行が開始された。運行開始当初は昼行便があり、8時発 → 14時着のダイヤで、途中のサービスエリアで30分の昼食休憩もあったが、所要時間が長く午前出発のため利用者が少なかった。
昼行便は所要時間短縮のため、後のダイヤ変更で昼食休憩は廃止され 7時台発 → 12時台着というダイヤになった。しかし、西武バスのように昼行便を利用者の多い午後出発のダイヤにしなかったため、利用者数は伸びず最終的に廃止となった。
その後昼行便は臨時でも運行されず、夜行1往復体制のまま更にダイヤ改正で停留所を増やし現在に至る。ワンマン運転であるが、開業後しばらくの間は2名乗務であった。

## 運行会社
- 小田急ハイウェイバス(世田谷営業所)
- 岐阜乗合自動車(岐南営業所)

## 運行経路
2023年6月1日以降の経路。
新宿南口（バスタ新宿） - （首都高速道路4号線） - （中央自動車道） - （東海環状自動車道） - 美濃太田駅（北口） - 関シティターミナル - （東海北陸自動車道） - 名鉄岐阜（下り：名鉄岐阜のりば着 / 上り：岐阜バスターミナル発）

## 沿革
- 1989年（平成元年）9月9日 - 運行開始[1]。当初は昼行1便・夜行1便の2往復であった[1]。
- 1995年（平成7年）頃 - 昼行便廃止。
- 2000年（平成12年）8月1日[要出典] - 小田急バス担当便が小田急シティバスへ移管される。
- 2007年（平成19年）
  - 9月1日 - 岐阜バス（岐阜乗合自動車）担当便が岐阜バス観光に移管。
  - 12月21日 - 運行経路を東海環状自動車道 - 東海北陸自動車道経由に変更し、停留所に中濃庁舎、関市役所を新設。
- 2010年（平成22年）
  - 3月5日 - 岐阜バス観光が新車導入（日野・セレガ・スーパーハイデッカー車）。
  - 8月6日 - 停留所に日本昭和村を新設。
- 2014年（平成26年）4月1日 - 停留所に関シティターミナルを新設。
- 2016年（平成28年）4月4日 - 停留所に新宿南口（バスタ新宿）を新設。また上り便が新宿南口止まりとなり、ハイアットリージェンシー東京が乗車のみの扱いに変更される[2]。
- 2017年（平成29年）4月1日 - 岐阜バス観光が岐阜乗合自動車に吸収合併されたことに伴い、岐阜側の運行会社が変更される[3]。
- 2020年（令和2年）
  - 4月7日 - 新型コロナウイルスの感染拡大の影響により、この日の出発便から当面の間運休[4][5]。
  - 7月2日 - この日の出発便より運行再開[6][7]。
  - 8月17日 - この日の出発便より再度運休[8][9]。
- 2021年（令和3年）
  - 11月4日 - この日の出発便より週末（木曜日 - 日曜日出発）限定で運行再開（同年12月1日出発便より毎日運行予定）[10][11]。
- 2022年（令和4年）
  - 1月1日 - 会社統合により、小田急シティバス担当便が小田急ハイウェイバスへ移管される。
- 2023年（令和5年）
  - 6月1日 - この日の出発便より停留所に美濃太田駅（北口）を新設。合わせて美濃加茂ぎふ清流自然公園、中濃庁舎、関市役所の停留所を廃止。また東京側は新宿駅西口周辺の再開発事業に伴い通行が困難となることから、ハイアットリージェンシー東京、新宿駅西口の停留所を廃止、往復ともにバスタ新宿発着に変更。

## 車両
開業当初は両社とも原則三菱ふそう製の独立3列シート車両（トイレ付き、車内禁煙）が使われていた。
車両のカラーリングは、小田急は他路線と共用車両だが、岐阜バスは唯一の夜行高速路線のため、蝶柄のデザインの専用車である。

2024年時点における岐阜バスのパピヨン号専用車両は5代目となる。開業当初は三菱ふそう・エアロクイーンＭ2台「岐阜22き・200」「岐阜22き・201」で運行されていた。
1997年12月より「岐阜22き・200」はエアロクイーンⅠ「岐阜22き・909」に置き換えられ、2003年10月には「岐阜22き・201」に代わって三菱ふそう・エアロバス「岐阜200か・414」が入った。
2010年3月5日から4代目パピヨン号となる日野・セレガ「岐阜200か13-24」が導入されたが、2019年9月2日より、4代目に代わる新車（三菱ふそう・エアロクイーン「岐阜200か20-05」が運行を開始した。

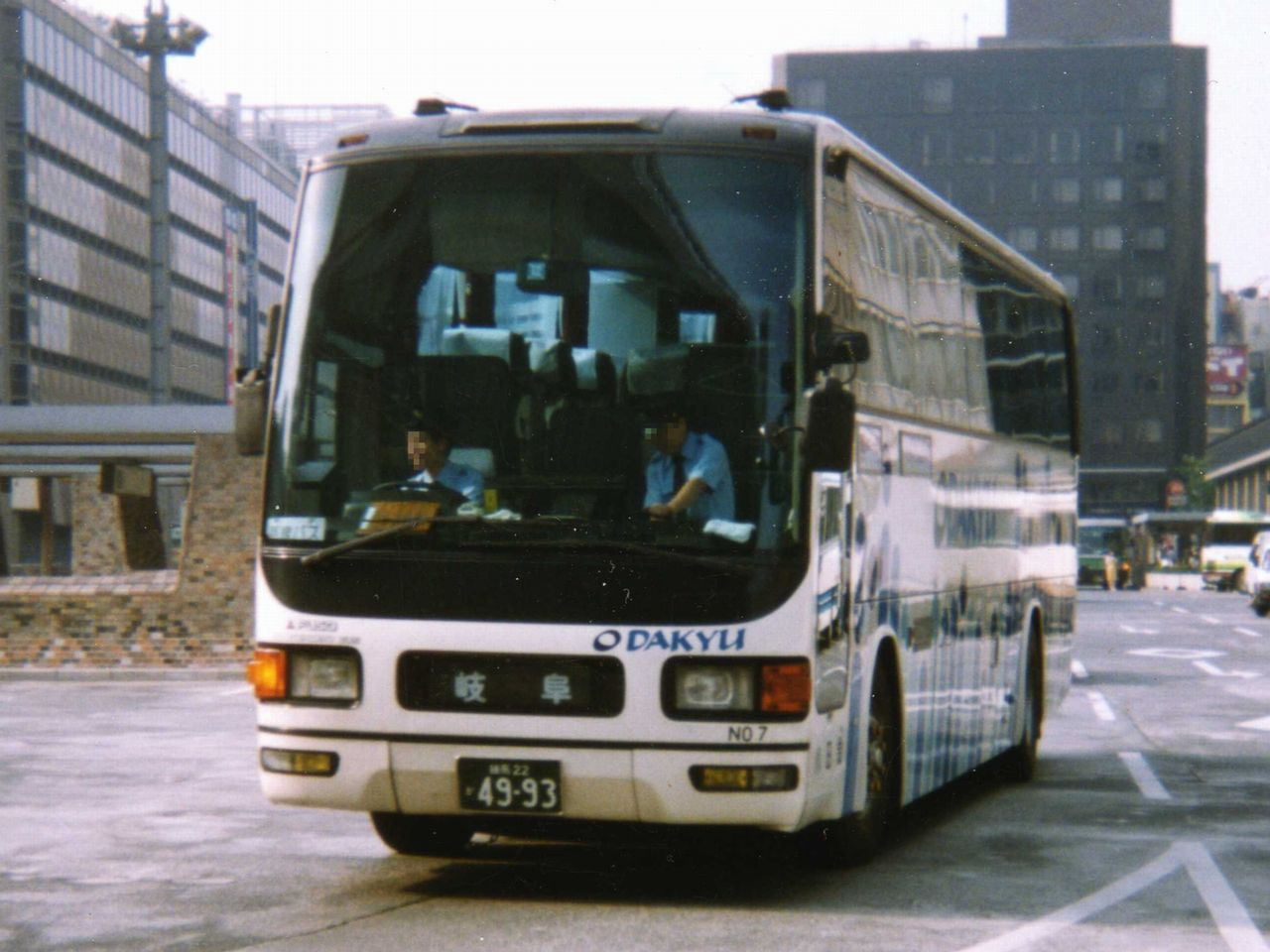
運行開始当初の車両（小田急シティバス）
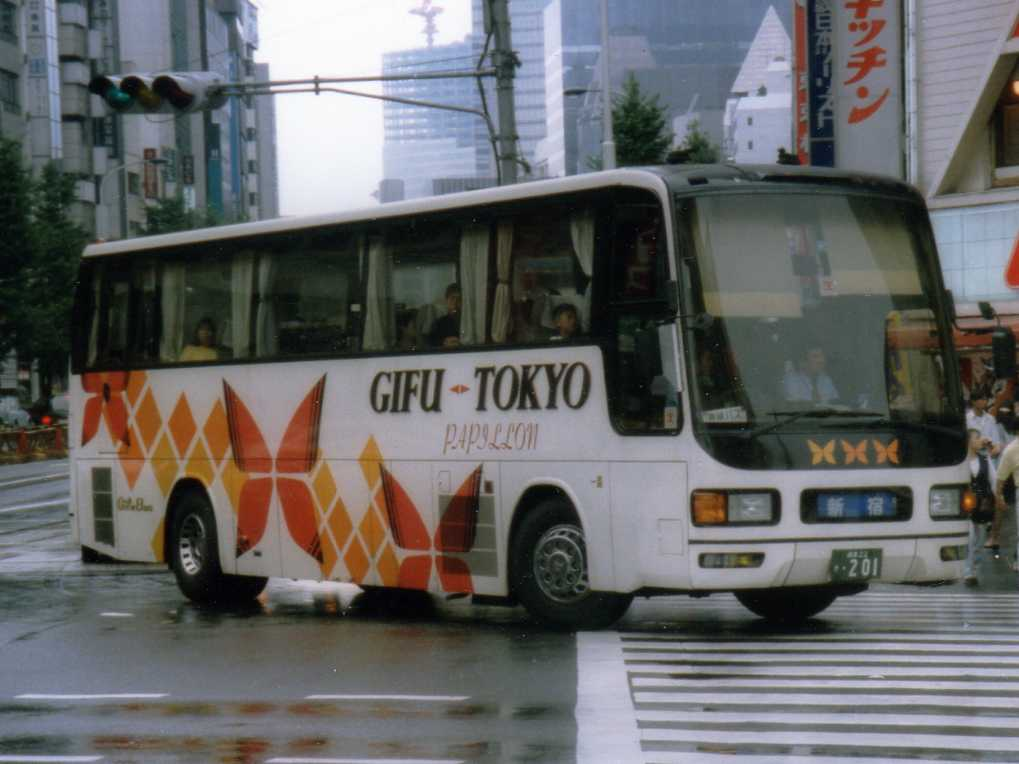
運行開始当初の車両（岐阜バス）
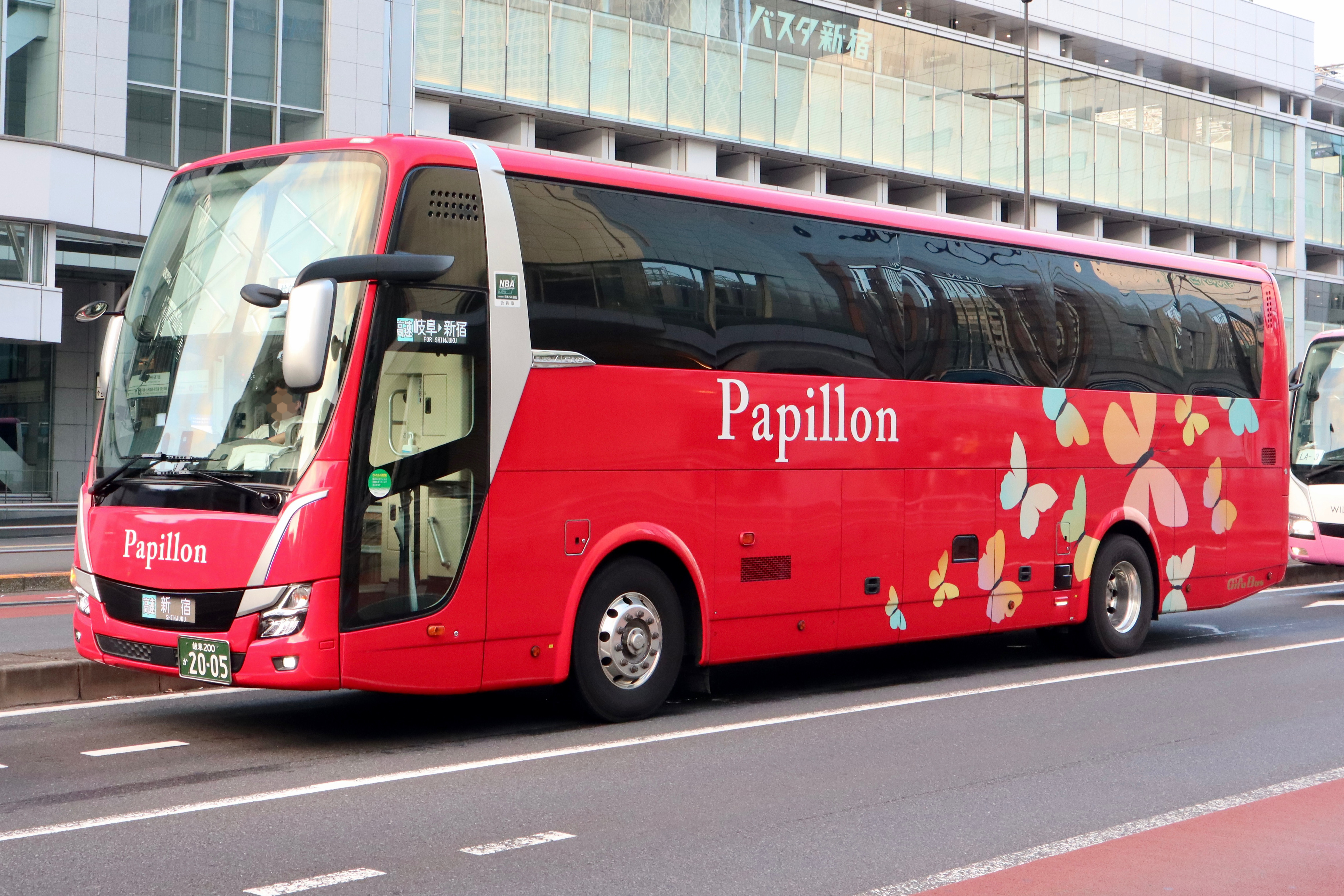
2019年9月より運行を開始した新塗装車両（岐阜バス）